# جاکومو بریچتو
جاکومو بریچتو (انگلیسی: Giacomo Brichetto؛ زادهٔ ۹ مهٔ ۱۹۸۳) بازیکن فوتبال اهل ایتالیا است.
از باشگاه‌هایی که در آن بازی کرده‌است می‌توان به باشگاه فوتبال نووارا، باشگاه فوتبال پالرمو، و باشگاه فوتبال آلساندریا اشاره کرد.